# Ituglanis boticario
Ituglanis boticario é uma espécie de peixe da família Trichomycteridae. Endêmica do Brasil, onde pode ser encontrada em riachos subterrâneos na região cárstica de Mambaí pertencentes ao rio Vermelho, tributário do rio Paranã, no oeste do estado de Goiás. O epíteto específico homenageia a Fundação O Boticário de Proteção à Natureza.